# Abducció (pel·lícula)
Abducció (títol original en anglès, Proximity) és una pel·lícula dramàtica de ciència-ficció estatunidenca del 2020 escrita i dirigida per Eric Demeusy en el seu debut com a director. La pel·lícula és protagonitzada per Ryan Masson, Highdee Kuan, Christian Prentice i Shaw Jones. Es va estrenar a la carta el 15 de maig de 2020 i va rebre crítiques en diversos sentits. S'ha doblat i subtitulat al català.